# Pseudoclausia papillosa
Pseudoclausia papillosa är en korsblommig växtart som först beskrevs av I.T. Vassilczenko, och fick sitt nu gällande namn av A.N. Vassiljeva. Pseudoclausia papillosa ingår i släktet Pseudoclausia och familjen korsblommiga växter. Inga underarter finns listade i Catalogue of Life.